# Haruvanahalli, Hassan
Haruvanahalli là một làng thuộc tehsil Hassan, huyện Hassan, bang Karnataka, Ấn Độ.